# Jelezarți, Veliko Tărnovo
Jelezarți (în bulgară Железарци) este un sat în comuna Strajița, regiunea Veliko Tărnovo,  Bulgaria. 

## Demografie
Componența etnică a satului Jelezarți
     Bulgari (100%)
     Nicio identificare (0%)
     Altele (0%)
La recensământul din 2011, populația satului Jelezarți era de 37 locuitori. Din punct de vedere etnic, toți locuitorii erau bulgari.